# Texture (peinture)
Pour les articles homonymes, voir Texture.

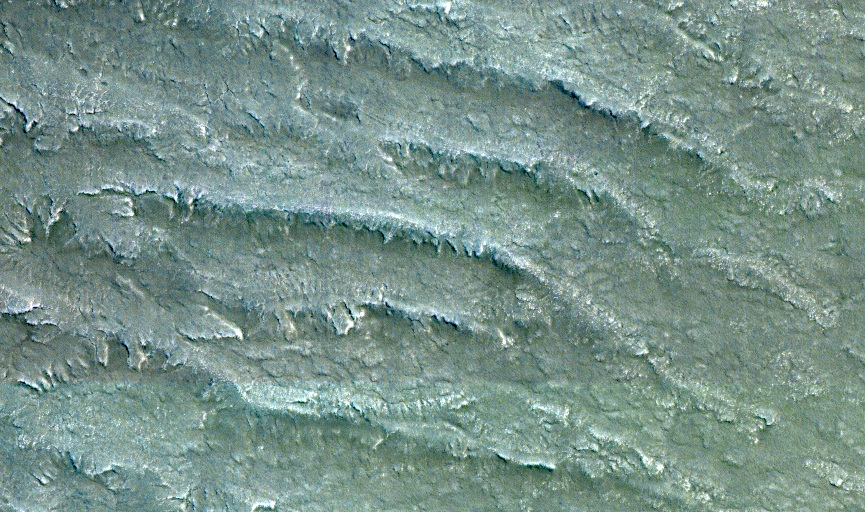
Exemple de texture d'une surface peinte.

En peinture, la texture est une caractéristique de l'état de surface d'une œuvre qui présente de légers reliefs, généralement dus au support. L'armure de la toile, le fil du bois, le grain du papier, le revêtement d'un mur peuvent produire des textures. La texture des surfaces modifie « assez sensiblement leurs propriétés optiques et leur aspect visuel, notamment le brillant ». L'éclairage des œuvres affecte l'effet de la texture ; elle peut s'apprécier au toucher.
Des artistes peintres modernes ajoutent parfois différents matériaux à la peinture pour créer des textures.

## Types de texture
On étudie en général ensemble tous les aspects de la peinture qui ne relèvent ni du dessin, ni de la couleur : granulation (en aquarelle), touche, texture, effets de matière.
Il existe 4 types de texture dans l'art[réf. souhaitée] :
- la texture réelle
- la texture simulée : l'artiste créé un effet visuel sans ajouter réellement une texture spécifique.
- la texture abstraite : il s'agit de donner une consistance qui ne correspond pas à l'objet représenté
- la texture inventée : une manière créatrice d'ajouter des matériaux alternatifs pour créer une texture innovante.

## Textures représentées
La peinture classique, tout comme la décoration, représente souvent la texture de matières : marbre veiné, pierre, herbe, écume, pelages, plumages, grain de peau, tissus, tapisseries, voilages. Un effet de lumière rasante accentue les textures.
Une texture se différencie d'un motif répétitif. La perspective affecte la représentation des textures.

## Textures de matières

### Supports
Le support graphique possède le plus souvent une texture, que modifient les couches de préparation et l'imprimeure.
La toile a par définition une texture, puisque ce mot désigne à l'origine la structure du tissu. Celle du bois varie selon l'orientation de la coupe ; normalement, la coupe se fait dans le sens des fibres, mais on utilise en gravure le bois de bout, coupé transversalement. Les deux ont une texture visibles dans les aplats, surtout quand ils sont faiblement encrés.
Le papier a un grain qui permet de nuancer le trait de crayon ou de fusain, de craie ou de pastel. Le grain peut être régulier (nid d'abeille, vergé) ou irrégulier. La pierre lithographique peut se grainer, comme le cuivre de la gravure pour la manière noire, pour obtenir des demi-teintes.
Le plâtre a une texture fine.
Par extension, on dit des supports lisses comme le métal, le verre, la céramique ou le celluloïd du dessin animé— de nos jours, des feuilles d'acrylique transparent — qu'ils ont une texture lisse.
Une texture ou un grain marqués favorisent l'adhérence de la peinture sur le support.

### Peinture
L'aquarelle laisse transparaître et accentue le grain du papier ; on peut augmenter cette accentuation avec des additifs ou des charges[réf. souhaitée].
Les matières de charge de la peinture sont en général blanchâtres et minérales ; on utilise le gypse, le kaolin, la chaux . Ces matières ainsi que le  médium épaississant, donnent un volume qui permettent à l'artiste de donner, avec des instruments, un relief à la surface peinte.
Les peintures à l'huile ou l'acrylique, lisses à l'état brut, gagnent des textures par des projections de sable, sciure, copeaux, particules de tissu, par l'application en gouttes, par les craquelures, qu'on peut provoquer, des sous-couches de toile grossière ou de papier froissé ou mâché.
Certains instruments impriment une texture : éponges, peignes, brosses dures. Certaines peintures pour la décoration sont vendues pour être mises en œuvre avec des rouleaux à empreintes texturantes.